# Strzelma (potok)

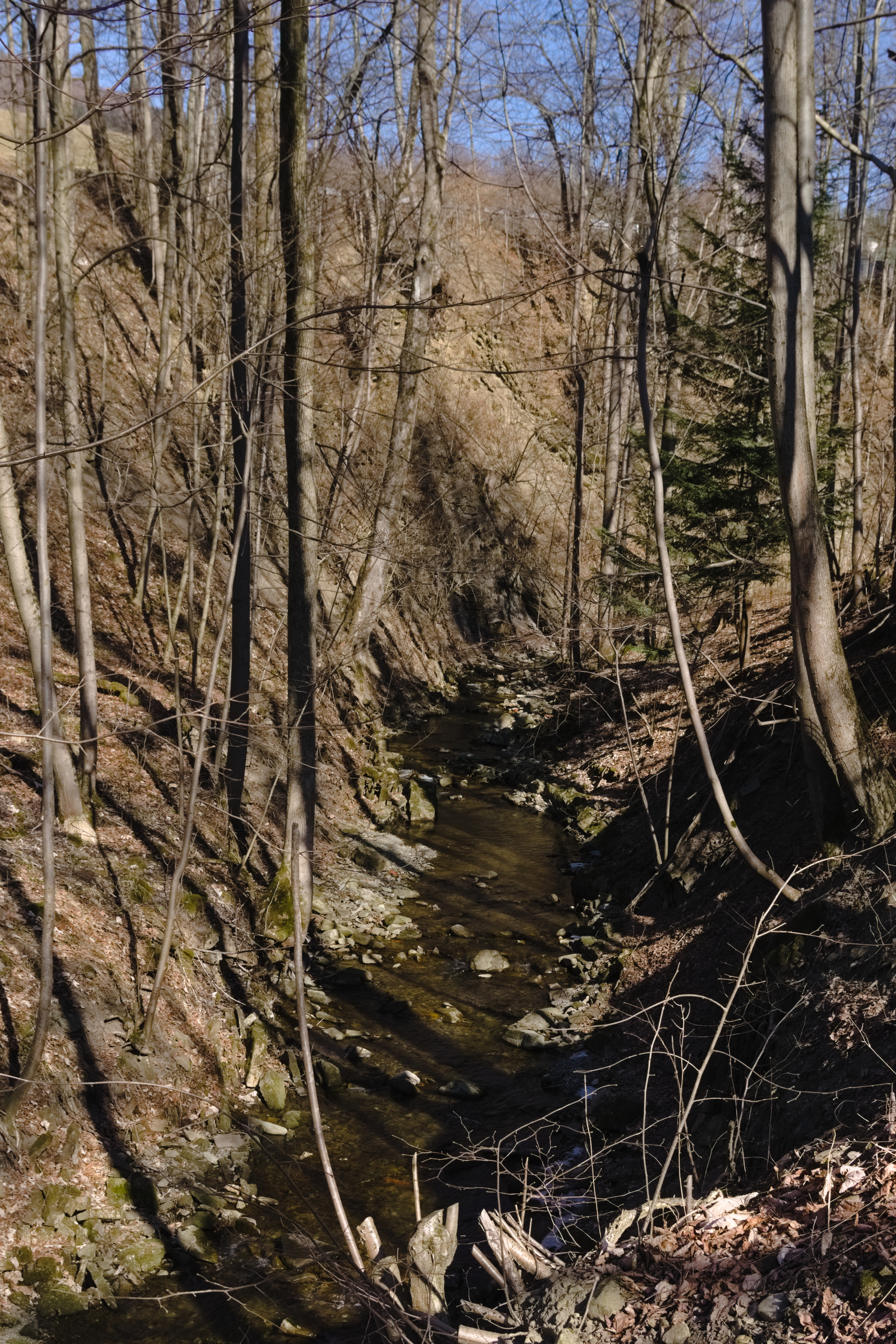
Strzelma w dolnym biegu

Strzelma (cz. Střelma) – krótki, bystry potok w Pasmo Stożka i Czantorii w Beskidzie Śląskim. Cały tok na terenie wsi Nydek, już po stronie czeskiej pasma. Długość ok. 4,5 km.
Źródła na wysokości ok. 750 – 800 m n.p.m. na południowych stokach kopuły szczytowej Wielkiej Czantorii. Spływa dość prostą, głęboką doliną ku południowemu zachodowi. Po przyjęciu lewobrzeżnych dopływów, zbierających wody spod przełęczy Beskidek i spod Wielkiego Soszowa skręca na zachód. Spływa przez Strzelmą (kiedyś samodzielną wieś, dziś „dzielnicę” Nydku), w centrum Nydku przyjmuje prawobrzeżny dopływ – Górski Potok (czes. Horský potok) – po czym „na Dziedzinie”, na wysokości ok. 400 m n.p.m., uchodzi do Głuchówki.